# Lijst van hertogen van Zwaben
Dit is een lijst van de hertogen van hertogdom Zwaben.

## Diverse huizen
- 909-911 : Burchard I
- 915-917 : Erchanger
- 917-926 : Burchard II
- 926-949 : Herman I
- 950-954 : Liudolf
- 954-973 : Burchard III
- 973-982 : Otto I

## Konradijnen
- 982-997 : Koenraad I
- 997-1003 : Herman II
- 1003-1012 : Herman III

## Huis Babenberg
- 1012-1015 : Ernst I
- 1015-1030 : Ernst II
- 1030-1038 : Herman IV

## Diverse
- 1038-1045 : Hendrik I
- 1045-1048 : Otto II
- 1048-1057 : Otto III
- 1057-1079 : Rudolf I
- 1079-1090 : Berthold I
- 1092-1098 : Berthold II

## HuisHohenstaufen
- 1079-1105 : Frederik I
- 1105-1147 : Frederik II, zoon
- 1147-1152 : Frederik III, zoon
- 1152-1167 : Frederik IV, neef
- 1167-1170 : Frederik V, zoon van Frederik III
- 1170-1191 : Frederik VI, broer
- 1191-1196 : Koenraad II, broer
- 1196-1208 : Filips, broer

## HuisBrunswijk
- 1208-1212 : Otto

## HuisHohenstaufen
- 1212-1216 : Frederik VI
- 1216-1235 : Hendrik II, zoon
- 1235-1254 : Koenraad III, halfbroer
- 1254-1268 : Koenraad IV, zoon

Na de dood van Koenraad IV valt Zwaben uiteen in verschillende graafschappen, steden en vrije abdijen.

## Huis Habsburg
- 1289-1290 : Rudolf II
- 1290-1313 : Jan, zoon